# Béla Szekeres (lekkoatleta)
Béla Szekeres (ur. 11 stycznia 1938 w Hajdúböszörmény, zm. 24 lutego 2000 w Budapeszcie) – węgierski lekkoatleta, średnio- i długodystansowiec, mistrz i wicemistrz uniwersjad, olimpijczyk.

## Kariera sportowa
Zwyciężył w biegu na 1500  metrów na uniwersjadzie w 1959 w Turynie. 
29 września 1959 w Budapeszcie ustanowił rekord świata w biegu sztafetowym 4 × 1 mila czasem 16:25,2 (sztafeta biegła w składzie: Lajos Kovács, Szekeres, Sándor Iharos i István Rózsavölgyi).
Wystąpił w biegu na 5000 metrów na igrzyskach olimpijskich w 1960 w Rzymie, ale nie ukończył biegu eliminacyjnego. Zajął 6. miejsce na tym dystansie na uniwersjadzie w 1961 w Sofii. Odpadł w eliminacjach biegu na 5000 metrów na mistrzostwach Europy w 1962 w Belgradzie.
Zdobył srebrny medal w biegu na 5000 metrów (za Leonidem Iwanowem ze Związku Radzieckiego, a przed Ronem Hillem z Wielkiej Brytanii) oraz zajął 5. miejsce w biegu na 1500 metrów na uniwersjadzie w 1963 w Porto Alegre.
Był mistrzem Węgier w biegu przełajowym na krótkim dystansie w 1963, w sztafecie 4 × 1500 metrów w 1957, 1964 i 1965, a także drużynowym mistrzem w biegu na 5000  metrów w 1960, 1965 i 1967.
Rekordy życiowe Szekeresa:
- bieg na 1500 metrów – 3:43,2 (20 czerwca 1959, Budapeszt)
- bieg na 3000 metrów –8:00,2 (11 czerwca 1962, Londyn)
- bieg na 5000 metrów – 13:54,0 (2 lipca 1963, Moskwa)